# RC Toulon-Stade toulousain en rugby à XV
Cet article retrace l'historique détaillé des confrontations entre les clubs français de rugby à XV du RC Toulon et du Stade toulousain. Les statistiques présentées ne remontent que depuis 1929.

## Historique
Le Rugby club toulonnais et le Stade toulousain ont une histoire commune à plusieurs titres.
Ces deux clubs portent les mêmes couleurs, le rouge et le noir.
Il faut remonter le temps et revenir en 1923, un jour où les équipes de Toulon « Champion du Littoral » et du Stade toulousain « champion de France » se préparent à jouer un match au stade Mayol. Pour des raisons qui restent toujours obscures — certains rapportent qu'ils s’étaient fait voler leur jeu de maillot — les toulonnais se présentèrent sans autre artifice que leurs polos pour disputer la rencontre. Décidé à disputer ce match, le Stade Toulousain proposa alors d’offrir sa tunique rouge et noire au RCT. Depuis ce temps-là, Toulon a gardé ces couleurs en remerciement. Quant à Toulouse, le rouge et le noir font référence aux Capitouls, anciens habitants élus constituants le conseil municipal de la ville rose.
Certaines finales contribuèrent à forger leur légende et à mettre en exergue leur opposition de style. De tout temps, les varois ont aimé les combats rudes et obscurs des avants quand les toulousains sont réputés pour la vivacité de leur ligne de trois quarts.
(fdm : 19 – 19) (mt : 3 – 12)
Points marqués : 
- Toulouse : 6 essais de Bonneval (51e, 83e), Charvet (54e, 70e, 109e) et C. Portolan (94e) ; 3 transformations de Lopez (54e, 70e, 109e) et 2 pénalités de Lopez (38e, 86e)
- Toulon : 2 essais de Fournier (24e) et Gallion (67e) ; 1 transformation de Bianchi (24e) ; 3 pénalités de Bianchi (15e, 36e) et Cauvy (100e) et 1 drop de Cauvy (64e)

Arbitre : Yves Bressy
Spectateurs : 37 000
Composition des équipes
- Toulouse : Breseghello, Santamans, Portolan, Portolan (Giraud 46e), Cadieu (Janik 71e), Maset, Janik (Lecomte 71e), Cigagna, Lopez, Rougé-Thomas, Novès, Charvet, Bonneval, Rancoule, Gabernet
- Toulon : Diaz, Herrero, Braendlin, Occhini, Pujolle, Champ, Doucet, Coulais, Gallion, Cauvy (Salvarelli 64e), Fournier, Carbonel, Blachère (Cauvy 64e), Jehl, Bianchi (Fargues 45e)

Celle de 1985, qui vit s'opposer les Toulousains de Pierre Villepreux et Jean-Claude Skrela aux fils de Besagne menés par Daniel Herrero et qui fut gagnée au bout des prolongations et après de multiples rebondissements par le Stade toulousain sur le score de 36 à 22 dans l'enceinte surchauffée du Parc des Princes, est connue comme l'une des plus belles de l'histoire moderne,. D'autres matches ont contribué à créer l'image de confrontations épiques, comme la finale suivante entre les deux formations, en 1989, « la plus spectaculaire », selon Richard Escot, par la beauté du jeu de trois-quarts toulousains ; ou encore un match de championnat de 1988 à la violence inouïe et un autre, peu spectaculaire en termes de jeu, mais particulièrement « haletant », en 2013.
Cette rivalité est alimentée de dans les années 2000-2010 par la différence de politique menée par les deux clubs, un recrutement cinq étoiles de joueurs principalement étrangers pour le RC Toulon du président Mourad Boudjellal alors que l'équipe de Guy Novès a toujours privilégié la formation de joueurs français bien qu'une évolution culturelle soit en cours à Toulouse aussi. Alors que les deux clubs recrutent de nombreux talents étrangers au début des années 2010, ils ré-orientent ensuite leur politique sportive autour du centre de formation.

## Confrontations
| No | Date              | Lieu                                   | Match                        | Score   | Compétition                                |
| -- | ----------------- | -------------------------------------- | ---------------------------- | ------- | ------------------------------------------ |
| 1  | 24 mars 1929      | Stade Mayol, Toulon                    | RC Toulon – Stade toulousain | 0 – 0   | Championnat                                |
| 2  | 14 avril 1929     | Parc des Sports de Sauclières, Béziers | RC Toulon – Stade toulousain | 5 – 3   | Championnat (match de classement)          |
| 3  | 12 janvier 1930   | Stade des Ponts Jumeaux, Toulouse      | Stade toulousain – RC Toulon | 9 – 0   | Championnat                                |
| 4  | 18 mars 1934      | Lyon                                   | RC Toulon – Stade toulousain | 0 – 0   | Challenge Yves du Manoir (finale)          |
| 5  | 25 mars 1934      | Stade des Ponts Jumeaux, Toulouse      | Stade toulousain – RC Toulon | 13 – 9  | Challenge Yves du Manoir (revanche finale) |
| 6  | 15 mars 1936      | Carcassonne                            | Stade toulousain – RC Toulon | 0 – 3   | Championnat (8e de finale)                 |
| 7  | 7 février 1937    | Stade Mayol, Toulon                    | RC Toulon – Stade toulousain | 5 – 0   | Championnat                                |
| 8  | saison 1937/1938  | Stade des Ponts Jumeaux, Toulouse      | Stade toulousain – RC Toulon | 0 – 0   | Challenge Yves du Manoir                   |
| 9  | 2 mars 1947       | Stade Aimé-Giral, Perpignan            | Stade toulousain – RC Toulon | 16 – 3  | Championnat (8e de finale)                 |
| 10 | 29 avril 1951     | Romans-sur-Isère                       | RC Toulon – Stade toulousain | 3 – 0   | Championnat (play-offs)                    |
| 11 | 14 octobre 1951   | Stade des Ponts Jumeaux, Toulouse      | Stade toulousain – RC Toulon | 20 – 6  | Challenge Paul Roca                        |
| 12 | 10 février 1952   | Stade Mayol, Toulon                    | RC Toulon – Stade toulousain | 0 – 0   | Challenge Paul Roca                        |
| 13 | 19 janvier 1953   | Stade des Ponts Jumeaux, Toulouse      | Stade toulousain – RC Toulon | 9 – 5   | Challenge Paul Roca                        |
| 14 | 21 mars 1954      | Stade Aimé-Giral, Perpignan            | Stade toulousain – RC Toulon | 14 – 0  | Championnat (16e de finale)                |
| 15 | 22 mars 1959      | Stade Aimé-Giral, Perpignan            | RC Toulon – Stade toulousain | 14 – 6  | Championnat (16e de finale)                |
| 16 | 4 avril 1971      | Narbonne                               | Stade toulousain – RC Toulon | 9 – 5   | Challenge Yves du Manoir (quart-de-finale) |
| 17 | 25 avril 1971     | Clermont-Ferrand                       | RC Toulon – Stade toulousain | 8 – 0   | Championnat (quart-de-finale)              |
| 18 | 23 mars 1975      | Béziers                                | RC Toulon – Stade toulousain | 16 – 9  | Championnat (16e de finale)                |
| 19 | 23 mars 1982      | Stade Aimé-Giral, Perpignan            | Stade toulousain – RC Toulon | 4 – 6   | Challenge Yves du Manoir (8e de finale)    |
| 20 | 28 novembre 1982  | Stade Mayol, Toulon                    | RC Toulon – Stade toulousain | 3 – 8   | Championnat                                |
| 21 | 13 mars 1983      | Stade Ernest-Wallon, Toulouse          | Stade toulousain – RC Toulon | 19 – 16 | Championnat                                |
| 22 | 27 mai 1985       | Parc des Princes, Paris                | Stade toulousain – RC Toulon | 36 – 22 | Championnat (finale)                       |
| 23 | 16 avril 1988     | Stade Armandie, Agen                   | Stade toulousain – RC Toulon | 27 – 7  | Challenge Yves du Manoir                   |
| 24 | 28 mai 1989       | Parc des Princes, Paris                | Stade toulousain – RC Toulon | 18 – 12 | Championnat (finale)                       |
| 25 | 22 novembre 1992  | Stade Ernest-Wallon, Toulouse          | Stade toulousain – RC Toulon | 38 – 9  | Championnat (phase 1)                      |
| 26 | 14 février 1993   | Stade Mayol, Toulon                    | RC Toulon – Stade toulousain | 50 – 3  | Championnat (phase 1)                      |
| 27 | 4 avril 1993      | Stade Ernest-Wallon, Toulouse          | Stade toulousain – RC Toulon | 20 – 25 | Championnat (play-offs)                    |
| 28 | 2 mai 1993        | Stade Mayol, Toulon                    | RC Toulon – Stade toulousain | 10 – 15 | Championnat (play-offs)                    |
| 29 | 29 janvier 1995   | Stade Mayol, Toulon                    | RC Toulon – Stade toulousain | 16 – 23 | Championnat (play-offs)                    |
| 30 | 11 mars 1995      | Stade Ernest-Wallon, Toulouse          | Stade toulousain – RC Toulon | 15 – 8  | Championnat (play-offs)                    |
| 31 | 8 avril 1995      | Stade Aimé-Giral, Perpignan            | Stade toulousain – RC Toulon | 21 – 13 | Challenge Yves du Manoir (demi-finale)     |
| 32 | 1er octobre 1995  | Stade Ernest-Wallon, Toulouse          | Stade toulousain – RC Toulon | 19 – 12 | Championnat                                |
| 33 | 23 février 1996   | Stade Mayol, Toulon                    | RC Toulon – Stade toulousain | 19 – 13 | Championnat                                |
| 34 | 17 novembre 2000  | Stade Ernest-Wallon, Toulouse          | Stade toulousain – RC Toulon | 22 – 8  | Coupe de la Ligue                          |
| 35 | 2 mars 2001       | Stade Mayol, Toulon                    | RC Toulon – Stade toulousain | 22 – 33 | Coupe de la Ligue                          |
| 36 | 16 septembre 2005 | Stade Mayol, Toulon                    | RC Toulon – Stade toulousain | 15 – 18 | Top 14                                     |
| 37 | 4 mars 2006       | Stade Ernest-Wallon, Toulouse          | Stade toulousain – RC Toulon | 53 – 0  | Top 14                                     |
| 38 | 15 novembre 2008  | Stade Ernest-Wallon, Toulouse          | Stade toulousain – RC Toulon | 19 – 18 | Top 14                                     |
| 39 | 18 avril 2009     | Stade Vélodrome, Marseille             | RC Toulon – Stade toulousain | 14 – 6  | Top 14                                     |
| 40 | 20 septembre 2009 | Stade Vélodrome, Marseille             | RC Toulon – Stade toulousain | 18 – 13 | Top 14                                     |
| 41 | 20 février 2010   | Stade Ernest-Wallon, Toulouse          | Stade toulousain – RC Toulon | 3 – 6   | Top 14                                     |
| 42 | 30 octobre 2010   | Stade Ernest-Wallon, Toulouse          | Stade toulousain – RC Toulon | 44 – 5  | Top 14                                     |
| 43 | 16 avril 2011     | Stade Vélodrome, Marseille             | RC Toulon – Stade toulousain | 21 – 9  | Top 14                                     |
| 44 | 3 décembre 2011   | Stadium, Toulouse                      | Stade toulousain – RC Toulon | 33 – 12 | Top 14                                     |
| 45 | 5 mai 2012        | Stade Mayol, Toulon                    | RC Toulon – Stade toulousain | 25 – 22 | Top 14                                     |
| 46 | 9 juin 2012       | Stade de France, Saint Denis           | Stade toulousain – RC Toulon | 18 – 12 | Top 14 (finale)                            |
| 47 | 29 septembre 2012 | Stadium, Toulouse                      | Stade toulousain – RC Toulon | 32 – 9  | Top 14                                     |
| 48 | 2 mars 2013       | Stade Mayol, Toulon                    | RC Toulon – Stade toulousain | 35 – 16 | Top 14                                     |
| 49 | 24 mai 2013       | Stade de la Beaujoire, Nantes          | Stade toulousain – RC Toulon | 9 – 24  | Top 14 (demi-finale)                       |
| 50 | 26 octobre 2013   | Stade Ernest-Wallon, Toulouse          | Stade toulousain – RC Toulon | 13 – 12 | Top 14                                     |
| 51 | 29 mars 2014      | Stade Vélodrome, Marseille             | RC Toulon – Stade toulousain | 32 – 28 | Top 14                                     |
| 52 | 12 octobre 2014   | Stade Ernest-Wallon, Toulouse          | Stade toulousain – RC Toulon | 21 – 10 | Top 14                                     |
| 53 | 28 mars 2015      | Stade Vélodrome, Marseille             | RC Toulon – Stade toulousain | 24 – 34 | Top 14                                     |
| 54 | 27 décembre 2015  | Stadium, Toulouse                      | Stade toulousain – RC Toulon | 31 – 8  | Top 14                                     |
| 55 | 30 avril 2016     | Allianz Riviera, Nice                  | RC Toulon – Stade toulousain | 10 – 12 | Top 14                                     |
| 56 | 11 septembre 2016 | Stade Ernest-Wallon, Toulouse          | Stade toulousain – RC Toulon | 15 – 32 | Top 14                                     |
| 57 | 9 avril 2017      | Stade Vélodrome, Marseille             | RC Toulon – Stade toulousain | 33 – 23 | Top 14                                     |
| 58 | 9 septembre 2017  | Stade Mayol, Toulon                    | RC Toulon – Stade toulousain | 20 – 16 | Top 14                                     |
| 59 | 30 décembre 2017  | Stade Ernest-Wallon, Toulouse          | Stade toulousain – RC Toulon | 18 – 13 | Top 14                                     |
| 60 | 30 décembre 2018  | Stadium, Toulouse                      | Stade toulousain – RC Toulon | 39 – 0  | Top 14                                     |
| 61 | 6 avril 2019      | Stade Vélodrome, Marseille             | RC Toulon – Stade toulousain | 25 – 10 | Top 14                                     |
| 62 | 29 décembre 2019  | Stadium, Toulouse                      | Stade toulousain – RC Toulon | 13 – 13 | Top 14                                     |
| 63 | 4 octobre 2020    | Stade Ernest-Wallon, Toulouse          | Stade toulousain – RC Toulon | 39 – 19 | Top 14                                     |
| 64 | 8 mai 2021        | Stade Mayol, Toulon                    | RC Toulon – Stade toulousain | 44 – 10 | Top 14                                     |
| 65 | 12 septembre 2021 | Stade Ernest-Wallon, Toulouse          | Stade toulousain – RC Toulon | 41 – 10 | Top 14                                     |
| 66 | 23 avril 2022     | Stade Vélodrome, Marseille             | RC Toulon – Stade toulousain | 19 – 15 | Top 14                                     |
| 67 | 11 septembre 2022 | Stade Ernest-Wallon, Toulouse          | Stade toulousain – RC Toulon | 28 – 8  | Top 14                                     |
| 68 | 18 février 2023   | Stade Vélodrome, Marseille             | RC Toulon – Stade toulousain | 17 – 6  | Top 14                                     |
| 69 | 23 décembre 2023  | Stade Ernest-Wallon, Toulouse          | Stade toulousain – RC Toulon | 25 – 17 | Top 14                                     |
| 70 | 20 avril 2024     | Stade Vélodrome, Marseille             | RC Toulon – Stade toulousain | 20 – 19 | Top 14                                     |
| 71 | 27 octobre 2024   | Stade Ernest-Wallon, Toulouse          | Stade toulousain – RC Toulon | 57 – 5  | Top 14                                     |
| 72 | 13 avril 2025     | Stade Mayol, Toulon                    | RC Toulon – Stade toulousain | 18 – 21 | Champions Cup (quart-de-finale)            |
| 73 | 10 mai 2025       | Stade Vélodrome, Marseille             | RC Toulon – Stade toulousain | 16 – 50 | Top 14                                     |

## Bilan
Mise à jour le 10 mai 2024.

## Statistiques
Mise à jour le 13 avril 2025.